# 水卷町
水卷町（日语：／ Mizumaki machi */?）是位于日本北九州市西側的一個城鎮，屬於北九州都市圈的一部份。

## 歷史
過去曾因開採煤礦而繁榮，但在1970年代停止開採後開始沒落，近年來轉型為北九州都市圈的通勤城市。

### 年表
- 1889年4月1日：實施町村制，設置水卷村。[1]
- 1940年2月11日：改制為水卷町。

## 交通

### 鐵路
- 九州旅客鐵道
  - 鹿兒島本線：水卷車站
  - 筑豐本線：東水卷車站

## 觀光資源
- 八劔神社
- 水卷町歷史資料館

## 本地出身之名人
- 貴乃嶺明彥：前大相撲幕內力士
- 田中哲朗：創作歌手
- 矢之浦國滿：前職業棒球選手

## 外部連結
- （日語） 水卷町歷史資料館